# Mariupolskie Muzeum Retrokomputerów
Mariupolskie Muzeum Retrokomputerów (także jako IT 8-bit) – prywatne muzeum komputerowe działające od sierpnia 2016 do marca 2022 roku w Mariupolu na Ukrainie, założone przez Dmytra Czerepanowa. Było jednym z największych tego typu muzeów w kraju. Kolekcja składała się z ponad 120 starych komputerów produkcji sowieckiej, konsol do gier, peryferiów, kaset, dyskietek z programami, książek oraz czasopism, dając przybliżoną ilość ponad 500 eksponatów. Niektóre z nich datowały na lata 50. XX wieku.
Muzeum zostało zniszczone w marcu 2022 roku w wyniku pełnoskalowego konfliktu zbrojnego na Ukrainie rozpoczętego w 2022 roku.